# Европейская косуля
Европе́йская косу́ля, козуля, дикая коза или косуля (лат. Capreólus capreólus) — парнокопытное животное семейства оленевых.

## Сводка латинских названий[1]
| Латинское название  | Имя исследователя, год | Типовая местность и пр.             |
| ------------------- | ---------------------- | ----------------------------------- |
| Cervus capreolus    | Linnaeus, 1758         | Швеция                              |
| Capreolus vulgaris  | Fitzinger, 1832        | Австрия                             |
| Capreolus capraea   | Gray, 1843             | Pro Cervus capreolus Linnaeus.      |
| Capreolus europaeus | Sundevall, 1846        | Pro Cervus capreolus Linnaeus.      |
| Capreolus capreolus | Linnaeus, 1758         | Современное биноминальное название. |

## Внешний вид
Некрупный изящный олень со сравнительно коротким туловищем, задняя часть которого толще и выше передней. Масса тела у самцов — 22-32 кг, длина тела — 108-126 см, высота в холке — 66-81 см, что составляет около 60% длины тела. Самки несколько мельче, но в целом половой диморфизм выражен слабо.
Наиболее крупные косули встречаются на севере и востоке ареала — в Швеции, к востоку от Днепра и в горах Северного Кавказа.

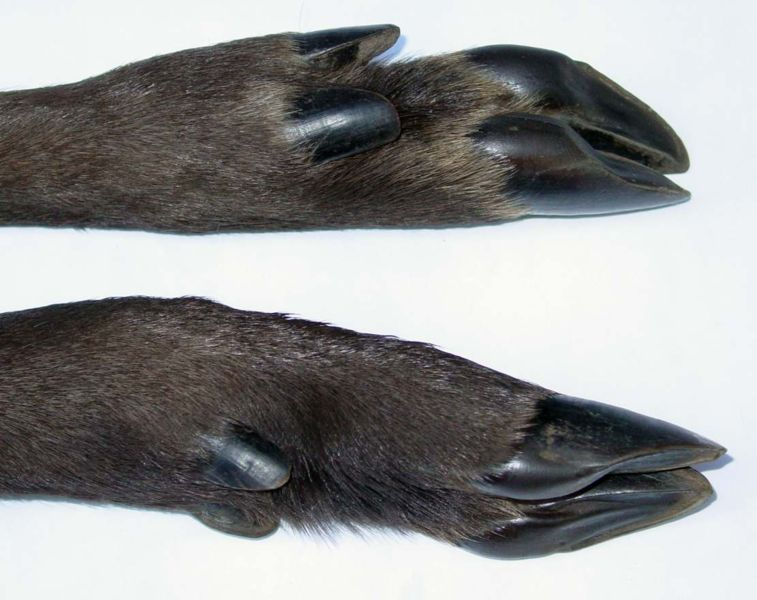
Копыта косули

Голова короткая, клиновидно суженная к носу, но относительно широкая и высокая в области глаз. Уши длинные (12-14 см), овальной формы, заострённые. Глаза большие, выпуклые, с косо поставленными зрачками. Шея длинная, без гривы; у самцов толще, чем у самок. Ноги длинные, тонкие, передние несколько короче задних, из-за чего спина немного наклонена вперед и крестец примерно на 3 см выше загривка. Хвост рудиментарный (2-3 см), полностью скрытый в волосах «зеркала». Копыта узкие, сравнительно короткие. Боковые копыта наполовину короче средних, не оставляют следов на твёрдом грунте.
Череп широкий в глазной области, с укороченной и широкой лицевой частью, 180-200 мм длиной, 87-95 мм шириной. Слуховые буллы на черепе небольшие и не выступают из барабанной ямки. Зубов 32. Зубная формула: {\displaystyle i\ {\frac {0}{3}}\ c\ {\frac {0}{1}}\ pm\ {\frac {3}{3}}\ m\ {\frac {3}{3}}=32}. Верхние резцы, как правило, отсутствуют (изредка встречаются у молодых самцов). Верхние клыки отсутствуют постоянно.
Имеются межкопытные железы: плюсневые железы хорошо развиты, выделяются благодаря тёмной окраске растущих над ними волос; предглазничные железы рудиментарные — от них остались лишь небольшие полоски голой кожи. Весной и летом у самцов сильно увеличены сальные и потовые железы кожи головы и шеи — с помощью их секрета самцы метят территорию.
Из органов чувств наиболее развиты обоняние и слух. Обонятельная поверхность ноздрей косули превышает 90 см2 (у человека — всего 2,5 см2), число обонятельных клеток — 300 млн (у человека — около 30 млн).
В кариотипе 70 хромосом.

### Рога

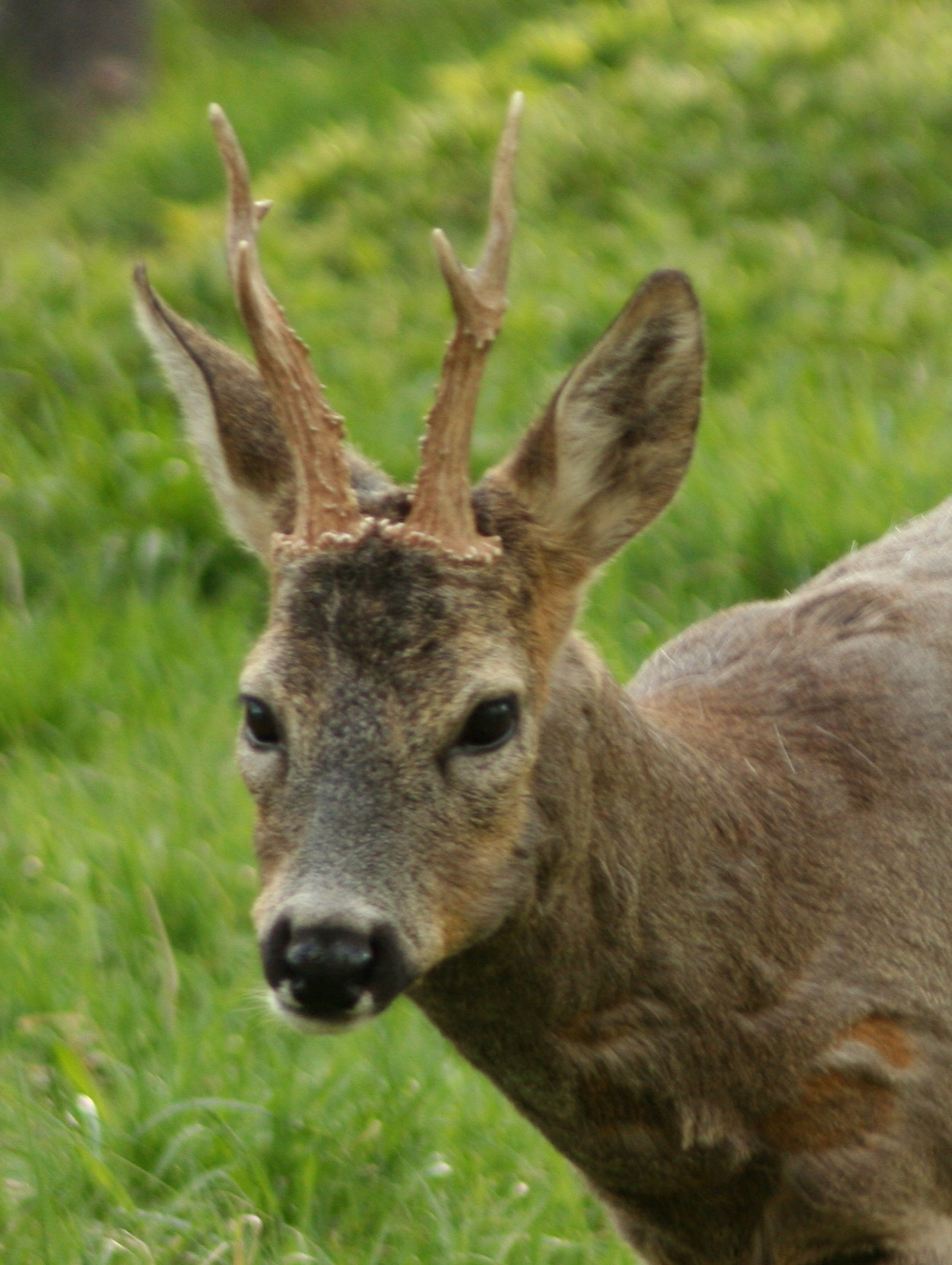

Рога у самцов сравнительно небольшие (длина 15-30 см, размах 10-15 см), более или менее вертикально поставленные и лирообразно изогнутые, у основания сближенные. Несут по 3 отростка — средний, направленный вперёд, и два концевых. Надглазничный отросток отсутствует. Главный ствол рогов отогнут назад у среднего отростка. Рога округлые в сечении, со множеством бугорков («жемчужин») и с большой розеткой. Встречаются аномалии развития рогов — например, неравномерное развитие правого или левого рога, иногда — образование костного «шлема», покрывающего весь верх головы.
Рога у детёнышей начинают развиваться с 4-го месяца жизни. Молодые самцы к своей первой весне отращивают рога в виде простых заострённых стержней длиной 10—15 см. Полностью рога развиваются лишь к 3 годам.
Рога сбрасываются ежегодно в октябре—декабре, сначала старыми самцами, затем — молодыми. Новые рога начинают отрастать после примерно месячной задержки. Полного размера рога старых самцов достигают к марту—апрелю; в апреле—мае рога полностью окостеневают и самцы трутся ими о стволы и ветви деревьев, счищая остатки кожи.
Самки безрогие. Изредка встречаются самки с рогами, причём рога обычно имеют уродливую форму.

### Окраска
Окраска взрослых особей одноцветная, лишена полового диморфизма. Зимой окраска туловища серая или серовато-бурая, иногда серовато-рыжая, в задней части спины и на крестце переходящая в коричнево-бурую. Книзу окраска туловища постепенно светлеет до желтовато-кремовой. Хвостовое «зеркало» (каудальный диск) небольшое, белое или светло-рыжеватое. Конечности постепенно рыжеют книзу. Голова и уши одноцветные с туловищем, либо с оттенками бурого и рыжего цвета. На подбородке — белое пятно, окружность носа и верхняя губа — чёрно- или серо-бурая («усы»).
Летом окраска туловища и шеи равномерно рыжая; брюхо беловато-рыжее; голова серая с рыжеватым оттенком, с тёмными «усами»; зеркало слабо намечено или отсутствует. Летняя окраска более ровная чем зимняя.
Существует популяция косуль-меланистов, населяющая низменные заболоченные районы Нижней Саксонии (Германия). Летний мех у взрослых особей чёрный, блестящий; зимний мех также чёрный, но матовый, на животе свинцово-серый, часто с серебристой остью. «Зеркало» меньше чем у обычных косуль, рыжеватое или бурое. Детеныши рождаются чёрными, реже — пегими.

#### Окраска детёнышей
У новорождённых окраска пятнистая, что позволяет им маскироваться среди летней растительности. Общий тон окраски рыжевато-жёлтый с более светлым, светло-охристым брюхом. По спине с каждой стороны проходят три продольные полосы светлых пятен, наиболее выраженные в средней части. На плечах и в тазовой области появляются добавочные ряды пятен. В возрасте 2-3 месяцев общая окраска темнеет, становясь буровато-рыжей; по мере отрастания рыжего меха пятнистость бледнеет и исчезает.

### Линька
Линька происходит два раза в год — весной и осенью. Сроки начала и конца линьки зависят от географических и климатических условий, а также от возраста и состояния организма косули — у старых и ослабленных животных линька задерживается.
Смена зимнего волосяного покрова на летний обычно происходит в апреле—мае. У старых, истощённых самцов остатки зимней шерсти иногда сохраняются вплоть до конца июня. Зимняя шерсть начинает отрастать с конца июля — начала августа; летняя шерсть, начиная с августа, постепенно выпадает. Заканчивается зимняя линька в конце сентября — в октябре.

### Структура волос
Зимний остевой волос длинный (до 55 мм), волнистый и ломкий, покрыт чередованием тёмных и светлых колец; летний более короткий (около 35 мм), упругий и неломкий, ровно окрашенный. Основания волос серо-бурые или тёмно-бурые; эпидермальный слой кожи светлый, не пигментированный.

## Географическое распространение
Палеарктический вид. Распространён практически повсеместно на территории Европы (за исключением некоторых островов), Кавказа, и на территории Передней Азии (страны Ближнего Востока).

### Исторический ареал
Исторически область расселения европейской косули сложилась ещё в конце плиоцена—начале плейстоцена, когда формы, близкие к современным, обитали в Центральной и Западной Европе и Передней Азии. В плейстоцене ареал косули современного типа дополнительно расширился, охватив Крым, Приазовье, Нижний Дон и Северный Кавказ. В голоцене по мере отступления ледников и расширения лесной зоны вид продолжил экспансию, проникнув в Скандинавию и расселяясь по Русской равнине.
Вплоть до второй половины XX в. ареал европейской косули практически не менялся, охватывая почти всю территорию Европы (включая Великобританию) и доходя на севере до 61° (Швеция) — 65° с. ш. (Норвегия). На востоке граница исторического ареала проходила по Поволжью. Южная граница ареала проходила по самым северным районам Ирана (севернее г. Эльбурса) и Ирака, через Сирию и Израиль выходя к Средиземному морю и охватывая Малую Азию. Косуля никогда не водилась на островах Исландия, Ирландия, Корсика, Сардиния и некоторых других, рано обособившихся от материка.
Оптимум ареала европейской косули приходится на районы со снежным покровом высотой менее 20 см, со средней месячной температурой +10 °C не менее 150-160 дней в году и с годовой совокупностью осадков 450-650 мм.
Вплоть до XIX в. н. э. видовой ареал был практически сплошным. Но с XVIII в. из-за сведения лесов и хищнической охоты численность косуль в Западной Европе начала сокращаться, а ареал — распадаться на отдельные, практически изолированные участки. В XIX-начале XX в. та же тенденция начала проявляться в Восточной Европе и России, приведя к полному исчезновению косуль во многих районах.

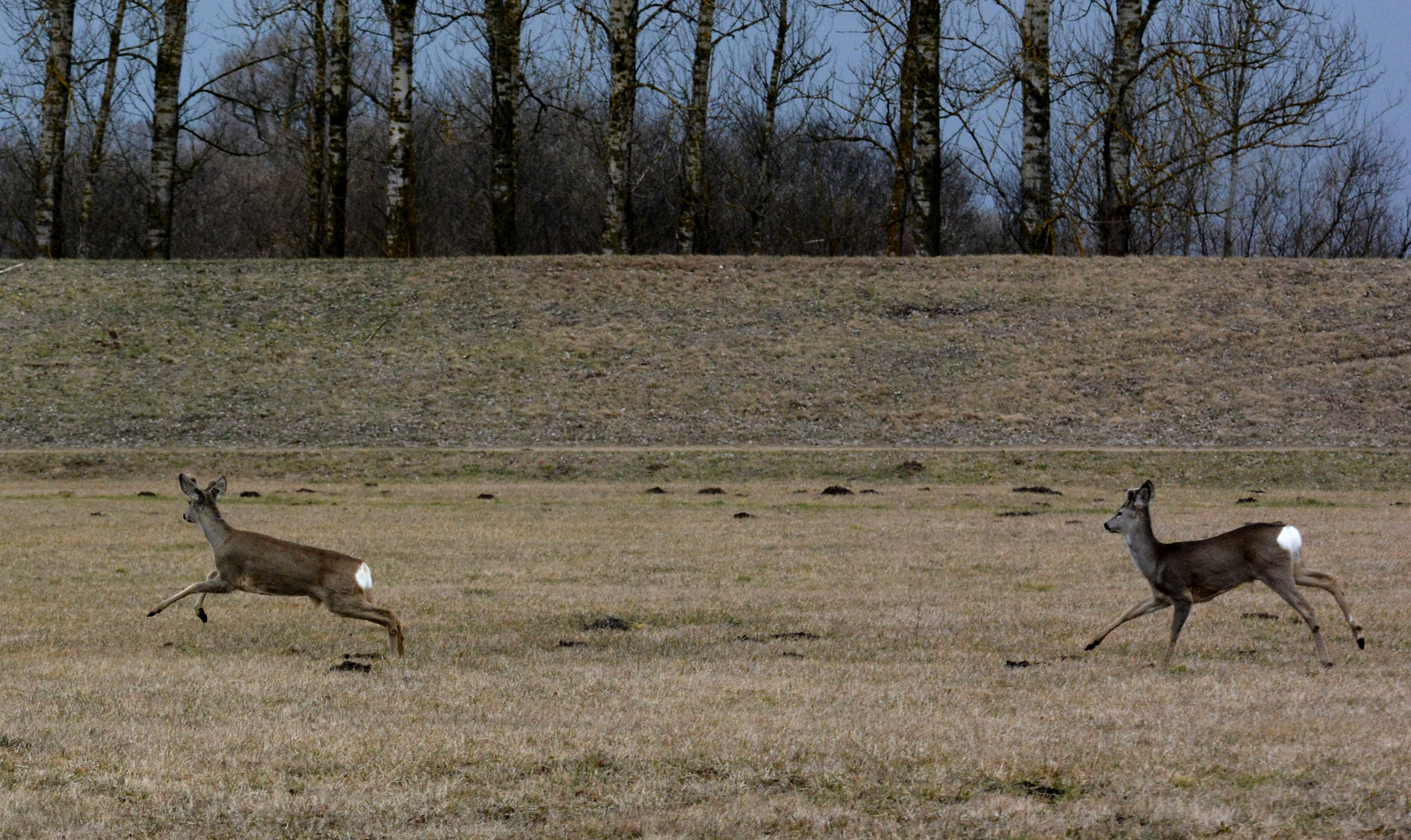
Capreolus capreolus, Косуля европейская

Однако уже с 1930-х гг. возникла обратная тенденция, к расширению ареала, связанная с уменьшением промысла. В 1960-80-х годах благодаря охранным мероприятиям и отсутствию крупных хищников численность косули в Западной и Центральной Европе снова выросла, что привело к занятию ею всех пригодных биотопов, а также к существенному продвижению на север, особенно на Скандинавском полуострове, где в настоящее время ареал косули доходит до 70-71° с.ш. На территории России в конце 1950-х гг. европейская косуля начала интенсивное продвижение на восток, снова заселив Тульскую, Орловскую, Липецкую, Ростовскую и Волгоградскую области; с 1970-х гг. появилась в Карелии и расселилась по Ленинградской области; в 1980-е годы с низовьев Дона проникла в Предкавказье, на Ставропольскую возвышенность.

### Современный ареал
Современный ареал европейской косули охватывает Европу (включая Великобританию и Скандинавский полуостров), Европейскую часть России, Предкавказье и Закавказье, где восточная граница ареала проходит по линии Тбилиси — Гянджа — Степанакерт — Ленкорань, и Переднюю Азию, где включает Турцию, горы на северо-западе Сирии, северо-восток Ирака и запад Ирана (горы Загрос и районы, примыкающие к Каспийскому морю). На территории Ливана и Израиля косуля вымерла; исчезла также на острове Сицилия. В 1870 г. была предпринята попытка интродуцировать европейских косуль (из Шотландии) в ирландском графстве Слайго; популяция просуществовала 50-70 лет.
В настоящее время европейская косуля встречается на территории следующих государств (в алфавитном порядке): Албания, Андорра, Армения, Австрия, Азербайджан, Белоруссия, Бельгия, Босния и Герцеговина, Болгария, Великобритания, Венгрия, Германия, Гибралтар, Греция, Грузия, Дания (включая Гренландию), Ирак (север), Иран (север), Испания, Италия, Латвия, Литва, Лихтенштейн, Люксембург, Молдавия, Монако, Нидерланды, Норвегия, Польша, Португалия, Россия, Румыния, Сан-Марино, Северная Македония, Сербия, Словакия, Словения, Сирия (северо-запад), Турция, Украина, Финляндия, Франция, Хорватия, Черногория, Чехия, Швейцария, Швеция, Эстония.
С 1979 г. в Израиле проводятся мероприятия по реинтродукции и расселению европейских косуль (природный парк Рамат ха-Надив), однако их численность в естественной среде обитания пока ещё не достигла сколь-либо значительных цифр.

#### Российская часть ареала
По состоянию на 1992 г. на территории Российской Федерации граница видового ареала проходила через Кандалакшу, Петрозаводск, Тихвин, Бологое, Вышний Волочёк, Тверь, Конаково, Талдом, Сергиев Посад, Коломну, Рязань; далее охватывала юго-запад Мордовии и западные районы Пензенской, Саратовской и Волгоградской областей (восточнее р. Хопёр); по правобережью Дона поворачивала на запад, где от Волгодонска шла по левому берегу Дона до Азовского моря; с низовьев Дона доходила на юге до Сальска. В Предкавказье граница ареала проходила южнее р. Кубань по линии Невинномысск — Черкесск — Минеральные Воды — Грозный — Махачкала. В настоящее время ареал расширился дальше на северо-восток, охватив Ярославскую, Ивановскую и Владимирскую области.
В междуречье Дона и Волги (восточнее Хопра) современный ареал европейской косули в настоящее время соприкасается с ареалом сибирской косули, образуя «зону гибридизации».

## Подвиды
Европейская косуля отличается широкой географической изменчивостью окраски и размеров тела, что даёт повод для выделения в пределах её ареала множества географических рас и подвидовых форм.
В настоящее время чётко выделяют два подвида, за счёт изоляции обособившихся от основной европейской популяции, обозначаемой как Capreolus capreolus capreolus L.:
- Capreolus capreolus italicus Festa, 1925. Обитает в центральной и южной Италии между южной Тосканой, Лацио и Апулией до Калабрии. Редкий охраняемый подвид;
- Capreolus capreolus garganta Meunier, 1983. Отличается серой окраской летнего меха. Обитает в южной Испании, в частности в Андалусии (Сьерра-де-Кадис)[18].

Крупных косуль Северного Кавказа иногда относят к подвиду Capreolus capreolus caucasicus, а популяцию Ближнего Востока — к Capreolus capreolus coxi.

## Сходные виды
Родственная сибирская косуля отличается от европейской косули в первую очередь заметно большими размерами тела (длина тела 126-144 см, высота в холке — 82-94 см, масса тела 32-48 кг) и рогов (27-33 см в длину). В летнем меху окраска головы у сибирской косули не серая, а рыжая, однотонная со спиной и боками. Волосы над метатарзальными железами не выделяются из общей окраски. Основания волос светлые или чисто-белые, эпидермальный слой кожи буровато-серый, пигментированный. У новорождённых детёнышей пятна на спине расположены в 4, а не 3 ряда. Череп сравнительно узкий в глазной области, с удлинённой лицевой частью. Слуховые пузыри на черепе крупные и заметно выступают из барабанной ямки. Рога расставлены шире, сильно бугристые, иногда с короткими дополнительными отростками. В хромосомном наборе присутствуют добавочные В-хромосомы; кариотип: 70 + 1-14.
Ареал сибирской косули проходит восточнее, охватывая Заволжье, Урал, Сибирь до Забайкалья и Якутии включительно, Среднюю Азию, Западный Китай, Северную и Северо-Западную Монголию.

## Места обитания
Европейская косуля населяет смешанные и лиственные леса разнообразного типа и лесостепь. В чисто хвойном лесу встречается лишь при наличии лиственного подлеска. В зоне настоящих степей, полупустынь и пустынь отсутствует. Предпочитает, как наиболее кормные места, участки светлого разреженного леса, с богатым кустарниковым подлеском и окружённые лугами и полями, либо (летом) высокотравные луга, поросшие кустарником. Встречается в тростниковых займищах, в пойменных лесах, на зарастающих вырубках и гарях, в заросших оврагах и балках. Сплошных лесов избегает, держится по опушкам и окраинам. По лесополосам проникает в степные районы. В высотном отношении для косули наиболее благоприятна зона от 300 до 600 м над уровнем моря. однако в горных районах она поднимается до субальпийских и даже альпийских лугов (до 2400 м над уровнем моря в Альпах; до 3500 м над уровнем моря на Кавказе).
Средняя плотность популяции косуль в типичных биотопах Европы увеличивается с севера на юг ареала, в подтаёжной зоне не превышая 0,1 особи на 100 га, в зоне смешанных и лиственных лесов достигая 3—6, а в лесостепи и зоне широколиственных лесов — 5-12 особей на 100 га. Большие плотности популяции отмечаются лишь сезонно на сравнительно небольших площадях.
По сравнению с другими копытными Европы косуля наиболее приспособилась к обитанию в окультуренном ландшафте в непосредственной близости к человеку. Местами она почти круглогодично живёт на сельскохозяйственных угодьях, а в лесу укрывается лишь для отдыха и при неблагоприятных погодных условиях. Однако косуля встречается лишь там, где поля чередуются с полезащитными полосами или участками леса; в безлесных агроценозах отсутствует.
На биотопическое размещение косуль в первую очередь влияют доступность кормов и наличие укрытий, особенно в открытых ландшафтах. Там, где нет укрытий в виде кустарника, высокотравья или оврагов, косули не живут даже при изобилии пищи. Другими факторами, оказывающими влияние на биотопическое размещение, является высота снежного покрова, наличие хищников и беспокойство, вызываемое деятельностью человека, выпасом скота или присутствием других диких копытных.
Особенности рациона позволяют косулям благополучно сосуществовать рядом с другими копытными. Однако в определённых условиях у них может возникнуть жёсткая пищевая конкуренция с другими оленьими (олени, лани, лоси), а также с живущими в тех же биотопах сернами и зайцами. Особенно обостряется конкуренция при увеличении высоты снежного покрова, когда у косуль возникают трудности с передвижением и добыванием корма. Особенно серьёзную конкуренцию косулям составляет домашний скот; росту поголовья косуль в Западной Европе отчасти способствовал переход на безвыпасное содержание скота. Места с интенсивным выпасом скота или с высокой концентрацией других копытных косули покидают.
В целом, европейская косуля является животным лесостепного типа, более приспособленным к жизни в высокотравных и кустарниковых биотопах, чем в густом древостое или в открытой степи.

### Миграции
По сравнению с сибирскими, европейские косули практически оседлы и не совершают массовых сезонных миграций. Только на севере и востоке ареала, где обычны многоснежные зимы, а также в горах, откочёвки косуль могут принимать вид регулярных миграций, из года в год проходящих по одному и тому же маршруту. В частности, в Кавказских горах косули в октябре и ноябре спускаются вниз по склонам и переходят с северных склонов на южные и восточные. На северо-западе Европы полевые косули осенью массово переходят в лесные угодья. Протяжённые миграции в сторону морских побережий и речных долин зафиксированы на севере Финляндии. Временные откочёвки, как правило, связаны с высотой снежного покрова (более 20-30 см), затрудняющей передвижение и добывание корма, и иными неблагоприятными факторами.
Несмотря на оседлость, европейские косули способны расселяться с довольно большой скоростью. Об этом свидетельствует скорость продвижения границы ареала в XX веке. Так, в Восточной Европе за 30 лет европейская косуля расселилась естественным путём почти на 500 км, то есть ежегодная скорость движения границ ареала превышала 10-15 км в год.

## Питание
Рацион косули включает порядка 900 видов растений; предпочтение отдаётся легко перевариваемой растительной пище, богатой питательными веществами и водой. Наиболее предпочтительны молодые части растений (с низким содержанием клетчатки). Некоторое значение играет также присутствие в растении дубильных и минеральных веществ, витаминов. Сухие и сильно деревянистые части растений, твёрдые злаки и осоки, растения, содержащие токсичные вещества (сапонин, алкалоиды, фенолы и глюкозиды), обычно не поедают или поедают неохотно. Состав рациона меняется в зависимости от места обитания, сезона, доступности и обилия корма и физиологического состояния животного, охватывая в среднем 130-250 видов растений в каждом крупном регионе.Благодаря высокому содержанию хлорофилла в потребляемой  пище, моча европейской косули излучает свет под ультрафиолетовым излучением и имеет специфический травяной запах.
Наибольшую (54-55 %) долю в кормовом рационе косули составляют двудольные травянистые растения; на втором месте стоят древесные породы — деревья, кустарники и полукустарники (25 %); на третьем — однодольные травянистые растения (15 %); и всего порядка 5 % составляют другие группы растений (мхи, лишайники, плауны, папоротники) и грибы. Двудольные травянистые растения поедаются в основном летом, а однодольные — зимой. Лесные косули чаще используют в пищу древесные породы, полевые — травянистую растительность. Из деревьев и кустарников косули охотнее всего объедают осину, иву, тополь, рябину, липу, берёзу, ясень, дуб, бук, граб, жимолость, черёмуху и крушину. К травам, поедаемым косулей, относятся разнообразные злаки, горец, кипрей, кровохлебка, водосбор, борщевик, дудник, щавели. Любят водные растения (вахта, аир, белокрыльник), за которыми приходят на болота и к озёрам. Охотно поедают ягоды и сочные плоды (черника, брусника, земляника, облепиха, шиповник, рябина, боярышник, яблоня, груша, слива), а также буковые орешки, жёлуди и каштаны. Часто поедают лекарственные растения, в частности полыни, которые, видимо, нужны им в качестве противопаразитного средства. Иногда без последствий для себя едят ядовитые растения: аконит, белладонну, волчеягодник, вороний глаз, лютик едкий, виды рода паслён и пр. Полевые косули иногда потребляют в пищу кукурузу, поражённую головнёй.
Чтобы восполнить недостаток минеральных веществ, косули посещают солонцы, либо пьют воду из источников, богатых минеральными солями. В период беременности и лактации у самок и роста рогов у самцов потребность в минеральных веществах возрастает в 1,5-2 раза.
Воду получают, в основном, из растительной пищи, однако при наличии поблизости водоёмов регулярно их посещают; зимой иногда поедают снег. Суточная потребность в воде невелика, составляя около 1,5 л в день.

### Сезонные особенности питания
Зимой рацион наименее разнообразен. В пищу преимущественно идут побеги и почки деревьев, кустарников и кустарничков, а также сухая трава и необлетевшие листья. В урожайные годы косули в больших количествах поедают жёлуди, буковые орешки и каштаны, выкапывая их из-под снега. Выходят на поля кормиться сеном и неубранными остатками сельскохозяйственных культур — кукурузы, люцерны, сахарной свёклы, картофеля. В бескормицу выкапывают из-под снега мох и лишайники. При глубоком снеге иногда вынуждены переходить на питание хвоей сосен, елей и можжевельника. В критических ситуациях могут глодать кору деревьев, хотя обычно этого избегают.
С весны начинают разыскивать проталины, где появляется свежая трава, вместе с тем продолжая кормиться почками, побегами и сухими листьями. В полях кормятся листьями озимых зерновых культур, люцерной, клевером и прорастающими сорными травами.
Летом питание наиболее разнообразно. Большое значение в рационе лесных косуль приобретают двудольные травянистые растения, в меньшей степени — листья древесных пород. Полевые косули объедают на полях кукурузу, люцерну, клевер, пшеницу, сахарную свёклу.
Осенью косули в больших количествах поедают семена и плоды, что позволяет им накапливать энергетические запасы на зиму. В пище лесной косули возрастает доля однолетних растений; полевые косули поедают послеуборочные остатки посевов, семена сорных растений и зерновки дикорастущих злаков. Также поедают грибы; пасутся на ягодниках. В Крыму и на Кавказе поедают кизил.

### Количество потребляемой пищи
Небольшой объём желудка косули и относительно быстрый процесс пищеварения требуют частого питания. В течение суток в нормальных условиях косули питаются 5-11 раз. Количество потребляемой пищи связано с питательностью корма и физиологическим состоянием животного. В суточный рацион европейской косули в среднем входит от 1,5-2,5 кг до 4 кг зелёной растительной массы (в зависимости от массы самой косули). В зимний период общий уровень метаболизма и, как следствие, потребность в пище снижаются: летом энергетические затраты косули составляют в среднем 2800 ккал в сутки, зимой — всего 1300. Максимумы потребления приходятся на раннюю весну, первую половину лета и осень, что связано у самок с периодом беременности и лактации, у самцов — с периодом гона.

### Кормовое поведение
По способу питания косули относятся к обкусывающим животным. Пасущиеся косули непрерывно перемещаются по кормовому участку. Летом косули никогда не объедают все доступные растения, а срывают лишь одно растение или его часть и следуют дальше. С многолистных растений срывают всего 1-2 листочка. Благодаря этой особенности косули, как правило, не причиняют значительного вреда сельскохозяйственным посевам. Зимой в поисках корма косули раскапывают снег передними ногами, иногда на глубину 30-50 см; найденные травянистые растения съедают целиком.

## Поведение

### Суточная активность

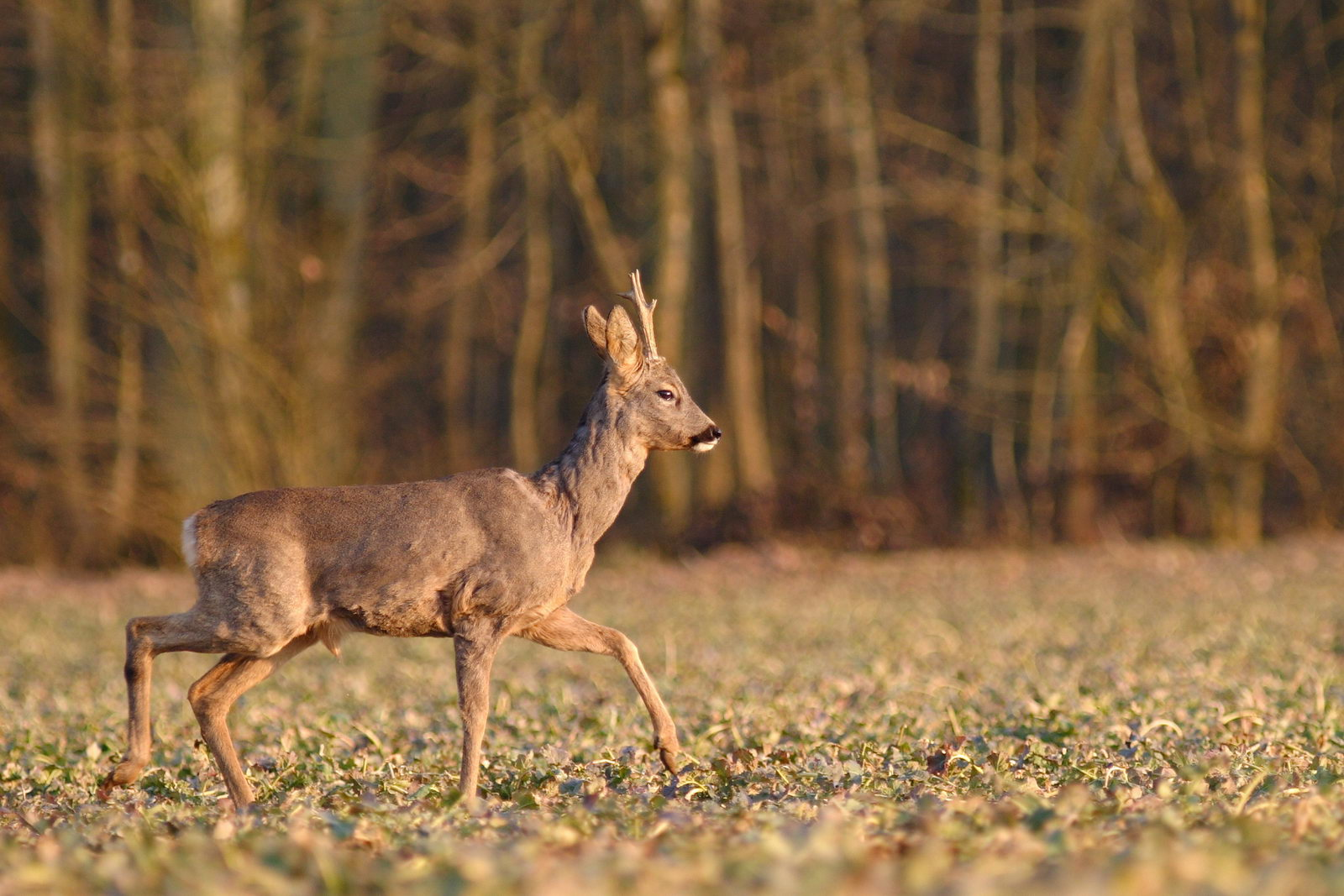

У косуль наблюдается суточная периодичность поведения: периоды пастьбы и передвижения чередуются с периодами пережёвывания пищи и отдыха. Наиболее продолжительны периоды утренний и вечерний активности, привязанные к восходу и заходу солнца. В целом, суточный ритм жизни косули определяется многими факторами: сезоном года, временем суток, естественными условиями обитания, степенью беспокойства и т. п. Например, в популяциях, испытывающих сильное антропогенное давление, активность косуль ограничивается сумеречными и ночными часами.
Весной и летом животные более активны ночью и в сумерках, что отчасти связано с активностью кровососущих насекомых, зимой — в начале дня. В жаркие летние дни кормятся реже, чем в прохладные и дождливые. Зимой в морозную погоду кормёжки, напротив, становятся продолжительнее, компенсируя энергетические затраты. Небольшое количество осадков мало мешает косулям, но при сильных дождях или обильных снегопадах они прячутся в укрытия. Зимой в ветреную погоду косули стараются кормиться на подветренных опушках леса, не выходя на открытые места.
Распределение времени в сутках примерно следующее: еда занимает 12-16 часов, отдых и пережевывание пищи — 8-10 часов, при этом утренняя кормежка продолжается 4-5 часов, а вечерняя — 6-7 часов. Продолжительность перерывов между периодами активности определяется сезоном и иными факторами. К примеру, там, где косули вынуждены скрываться от человека, промежуток между утренней и вечерней кормёжкой длится до 8 часов, на нетронутых участках —2-3 часа.

### Сезонное поведение. Социальная структура
Социальная организация популяции зависит от времени года. В летний период большинство косуль ведёт одиночный или семейный (самки с потомством) образ жизни, в зимний — семейно-групповой или стадный (при откочёвках и миграциях). Пространственная структура популяции также существенно изменяется в течение года — летом животные рассеяны по своим территориям, зимой территориальная структура нарушается и косули концентрируются на кормных участках. Кроме того, в летний период территориальное поведение косуль различается в зависимости от пола и возраста.
Летний период. Охватывает время с марта по конец августа. В это время косули наиболее территориальны и агрессивны. В марте—апреле взрослые (старше 2-3 лет) самцы занимают свои территории, а самки на последнем месяце беременности переселяются на родовые участки. Территориальная структура у косуль отличается большой ригидностью — однажды заняв какую-то территорию, косуля обычно возвращается на неё из года в год.
Территория самца в зависимости от условий обитания в конкретном биотопе варьируется от 2 до 200 га. В норме территории соседних самцов практически не перекрываются и лишь при высокой плотности популяции частично накладываются друга на друга в районе кормовых участков. Границы территорий регулярно обходятся и метятся выделениями лобных и межкопытных желёз. Как правило, самцы избегают заходить на чужие участки, только в самом конце гона совершая «вылазки» в поисках течных самок, однако в начале сезона им приходится отстаивать право на владение территорией. Агрессорами часто выступают молодые самцы, в том числе пришедшие из соседних угодий. Между знакомыми самцами-соседями конфликты сравнительно редки и обычно ограничиваются простой демонстрацией силы.
На участке взрослого самца могут жить только самки и молодняк текущего года рождения. Подросших годовалых самцов хозяин агрессивно прогоняет со своей территории, и в 58-90 % случаев им приходится откочёвывать в поисках незанятых угодий. Изредка молодые самцы всё летом кочует по чужим территориям или становятся спутниками взрослых самцов, сопровождая их до самого периода гона. Что касается годовалых самок, то они редко мигрируют в другие угодья, а, как правило, занимают участки, примыкающие к материнским.
Территория самца включает не менее 1-2 родовых участков, куда в период отёла приходят стельные самки. Самка агрессивно охраняет участок, отгоняя от него других косуль, включая собственное подросшее потомство. На участке самка обычно остаётся до конца сезона размножения, во время гона спариваясь с самцом (или самцами), в пределах чьей территории находится её участок. Площадь родовых участков колеблется от 1-7 га в период отёла до 70-180 га к концу летнего сезона, когда детёныши подрастают.
Главная функция территориальности — рассредоточение особей в пространстве и ослабление пищевой конкуренции для беременных и лактирующих самок, что повышает шансы на выживание потомства.

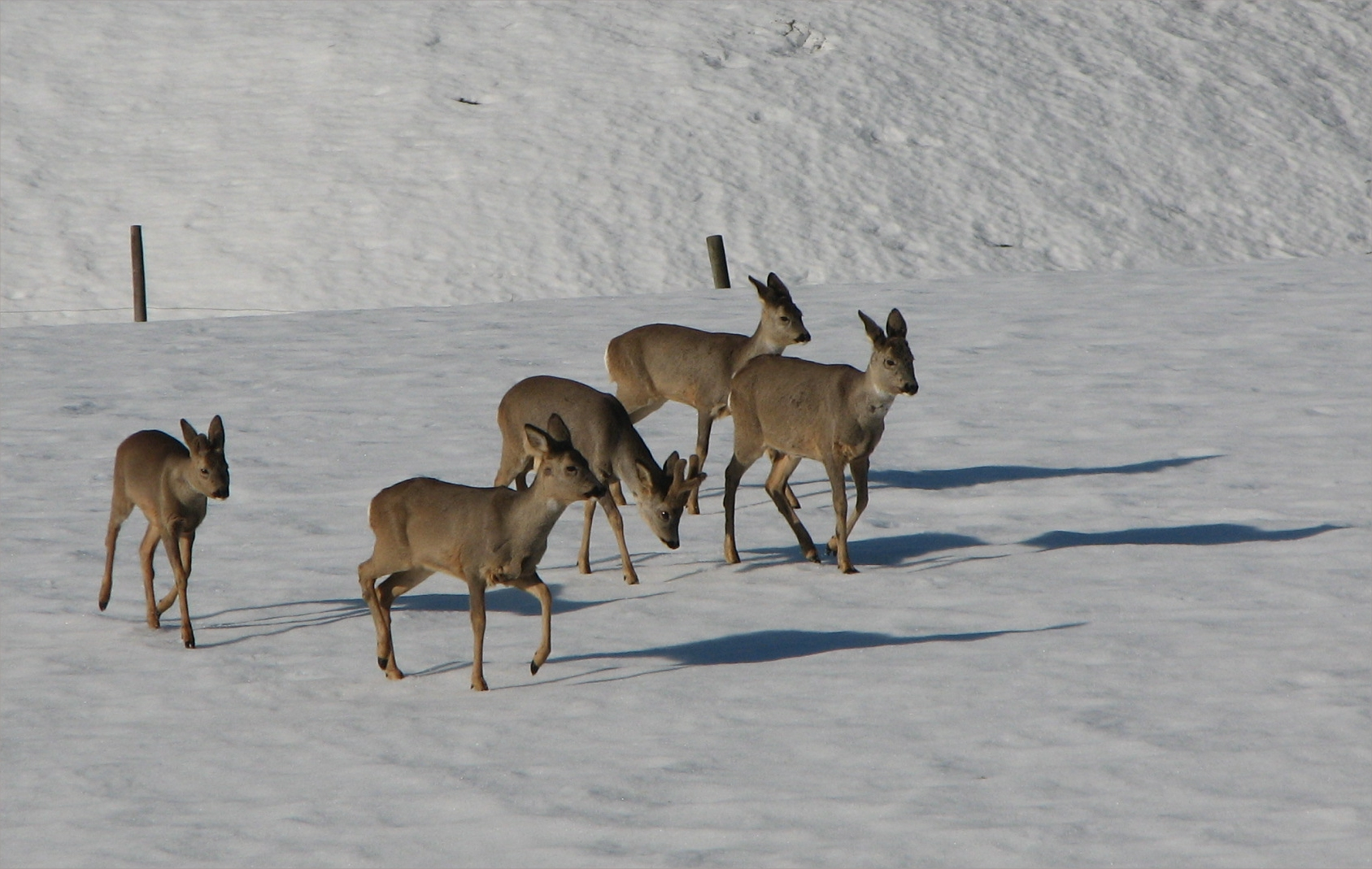

Зимний период. К октябрю агрессивность взрослых косуль заметно ослабевает. Самцы сбрасывают рога и перестают метить территорию. Начинают формироваться зимние семейные группы — к самкам с козлятами присоединяется молодняк (в том числе годовалые самцы, ранее откочевавшие в другие угодья). Позднее к группе могут присоединиться и другие косули, включая взрослых самцов, хотя последние обычно живут отдельно даже зимой. Вожаками групп являются взрослые самки-матери. Члены группы часто держатся вместе на протяжении всей зимы. В полевых биотопах число животных в группе может достигать 40-90 особей; в лесных биотопах группы лишь изредка включают более 10-15 голов.
В отличие от сибирских косуль, европейские косули не совершают зимних миграций, хотя многие самки осенью возвращаются в те местности, откуда весной пришли на родовые участки. Но, как правило, косули зимуют в той же местности, где летовали. Участок обитания зимней группы может охватывать 300-500 га, так как животные перемещаются в поисках пищи. В пределах участка выделяются кормовые зоны, где косули проводят большую часть дня. Чем хуже экологическая ситуация, тем больше становятся группы и тем шире косулям приходятся кочевать в поисках корма. Однако, если уровень снежного покрова превышает определённый предел (50 см), косули неделями могут держаться практически на одном месте.
Зимние группы держатся до марта-апреля, постепенно распадаясь. Старые самцы начинают отбиваться от групп уже с конца февраля, хотя иногда в январе-марте можно встретить группы, состоящие исключительно из самцов. Дольше всего, почти до мая, сохраняются семьи — самки с годовалым молодняком.

### Коммуникация

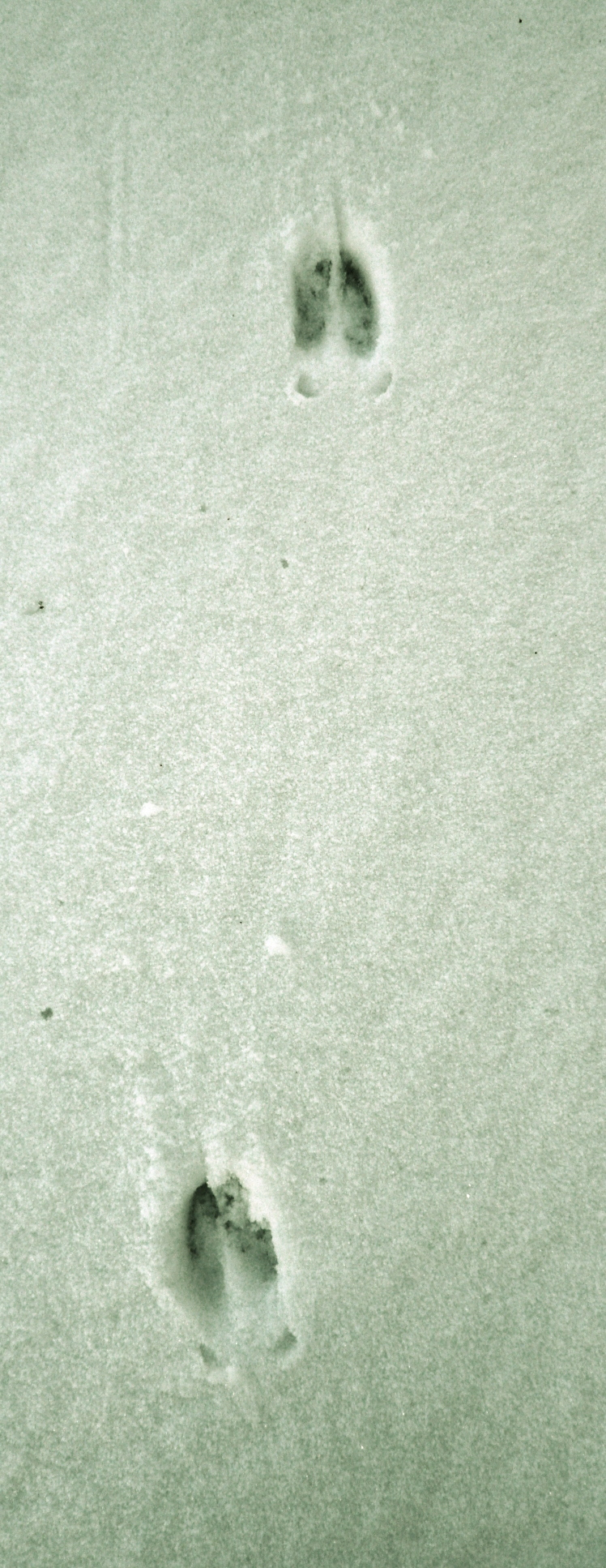
Следы косули

В коммуникации косуль велика роль обонятельных, а также акустических и визуальных сигналов. Важнейшим из чувств является обоняние — было подсчитано, что из 42 элементов социального поведения 26 вызывается обонятельным восприятием, 13 — акустическим и только 3 — оптическим.
Обоняние играет важную роль при маркировочное поведении. С марта до сентября взрослые самцы трутся лбом, щеками и шеей о деревья и кустарники, метя их выделениями кожных желёз, либо роют землю копытами, оставляя на ней запах секрета межпальцевых желёз. Ободранные рогами участки стволов и ветвей и «царапины» на земле также служат визуальными метками. Таким образом самцы метят территорию, предупреждая других самцов о том, что участок занят. Интенсивность маркировки зависит от сезона. Весной самцы могут наносить до 500-600 пахучих меток в день, летом — 40-150, в начале осени — всего 10 меток. У самок маркировочное поведение отсутствует.
Важную роль в социальной жизни косуль играют звуковые сигналы. Выделяют 5 основных типов сигналов:
- писк (или свист) служит или призывным звуком, или выражением беспокойства; обычен при контакте матери с детёнышами;
- шипение выражает сильное возбуждение или агрессию;
- лай («бяу-бяу-бяу») издают потревоженные или чем-то обеспокоенные косули (обычно в сумерках или ночью, реже днём; чаще летом, чем зимой);
- верещание (стон) — сигнал, издаваемый раненым или пойманным животным;
- звуки невокального происхождения (топанье ногами, шумные прыжки) производятся косулями, когда они обеспокоены и чувствуют опасность.

Детёныши косуль издают только писк. У европейской косули не отмечено аналогов скуления, которое издают самцы сибирской косули.
Большую роль в общении косуль, особенно в группах, играют визуальные сигналы. Так, например, если одна из косуль принимает позу тревоги, другие косули сейчас же прекращают пастись, сбиваются в кучу и тоже принимают позу тревоги. Неподвижная поза может сменяться хождением в позе тревоги — медленным передвижением с вертикально вытянутой шеей и высоко поднимаемыми ногами. Непосредственным сигналом к бегству всей группы обычно становится бегство одной особи с распущенным «зеркалом».

### Передвижение
В спокойном состоянии косули двигаются шагом или рысью; при опасности бегут скачками длиной до 4-7 м с периодическим подпрыгиванием вверх на 1,5-2 м. Скорость бега взрослой косули около 60 км/ч — больше, чем скорость рыси или волка, но бег непродолжителен: на открытом месте потревоженные косули обычно пробегают 300-400 м, в густом лесу — 75-100 м, после чего начинают делать круги, запутывая преследователей. Кормящаяся косуля передвигается небольшими шагами, часто останавливаясь и прислушиваясь. При пересечении малокормного участка переходит на рысь. Таким же образом самцы косуль ежедневно обегают свою территорию. Косули хорошо, но небыстро плавают. Из-за своего небольшого размера плохо переносят высокий снеговой покров (более 40-50 см); зимой стараются ходить по звериным тропам или дорогам. При глубоком снеге суточный кормовой путь косуль сокращается с 1,5-2 до 0,5-1 км. Особенно опасна для косуль ледяная корка на поверхности снега, на которой они скользят.

## Размножение
Активация репродуктивной системы у косули происходит зимой, с увеличением светового дня, тогда как у других оленьих — в начале лета, с уменьшением светового дня. Вызревающие фолликулы обнаруживаются в яичниках самок с мая по ноябрь. Масса и объём семенников у взрослых самцов зимой в среднем в 5-10 раз меньше, чем летом; максимальных значений достигают к июлю. После гона сперматогенез останавливается, хотя оплодотворение остаётся теоретически возможным до конца октября.
В целом, размножение у косуль физиологически возможно с мая по декабрь, но в начале и конце этого срока затруднено из-за беременности и лактации самок и из-за прекращения процесса сперматогенеза у самцов соответственно.

### Гон
Гон обычно проходит в июле—августе. К этому времени у самцов полностью окостеневают рога, а кожа на шее и передней части туловища утолщается. Время начала гона имеет тенденцию смещаться на более поздние числа с запада на восток и с юга на север и в зависимости от высоты над уровнем моря. Например, в Австрии на низменных участках гон проходил с 20 июля по 7 августа, в холмистой местности — с 25 июля по 15 августа, в горах — с 3 по 20 августа. Самки европейской косули моноэстральны; эструс продолжается порядка 36 часов. Лишь малая часть взрослых самок и сеголеток входит в течку позднее, с сентября до декабря.
Гон начинается на опушках, в редколесье, иногда по кустарникам, оврагам и луговинам, хотя в разгар гона косули забывают осторожность и бегают повсюду. Территориальная система во время гона в целом не нарушается, так как участок обитания самки обычно находится в пределах территории самца. Во время гона самцы практически перестают кормиться и активно преследуют течных самок. Самцы, особенно молодые, ведут себя с самками довольно агрессивно — вплоть до ударов рогами. Сначала самец и самка бегают большими кругами; постепенно круги сужаются и самка начинает бегать вокруг одного дерева, куста или ямы, выбивая характерную тропу в виде восьмёрки или кольца 1,5-6 м диаметром. Наконец, самка останавливается и позволяет самцу сделать несколько садок, после чего оба отлёживаются.
В естественных условиях самку обычно преследует один взрослый самец, очень редко — 2 и более. Самец обычно гоняет 1 самку, реже — 2-3. За один гон самец может оплодотворить до 5-6 самок. Самка может предпочитать определённого самца и спариваться с ним на протяжении нескольких лет, хотя прочных пар косули не образуют.

### Беременность и отёл
Косули — единственные копытные, имеющие латентный период беременности. Оплодотворённая яйцеклетка на стадии морулы проникает в матку, где быстро достигает стадии бластоцисты. После этого на протяжении 4-4,5 месяцев (до января) эмбрион почти не развивается. У косуль, покрытых поздней осенью, латентный период отсутствует. Имплантация обычно происходит в январе, после чего начинается бурный рост эмбриона. Самки в это время начинают вести себя осторожно, меньше бегают и почти не делают крупных прыжков. Эмбриональная диапауза играет большую адаптационную роль, так как при её отсутствии рождение потомства приходилось бы на зиму.
Беременность продолжается от 264 до 318 дней, при позднеосеннем гоне сокращаясь до 5 месяцев; в северных областях и высокогорных районах продолжительнее. Детёныши рождаются с конца апреля до середины июня. Средний срок рождения смещается на всё более поздние числа с юго-запада на северо-восток и от равнины к высокогорью. Примерно за месяц до отёла самка занимает свой родовой участок, агрессивно отгоняя от него других косуль. Отёлы часто происходят в одном и том же месте из года в год; иногда, чтобы попасть на участок, самке приходится пройти несколько километров. Наиболее привлекательны для отёла опушки леса, заросли кустарника и луговое высокотравье, обеспечивающие укрытие и обильный корм. Так, в Швейцарии на лугах появляются на свет 74 % детенышей, в лесу — 23 %, в полях — всего 3 %. Как правило, отёлы происходят в светлое время суток.

### Детёныши

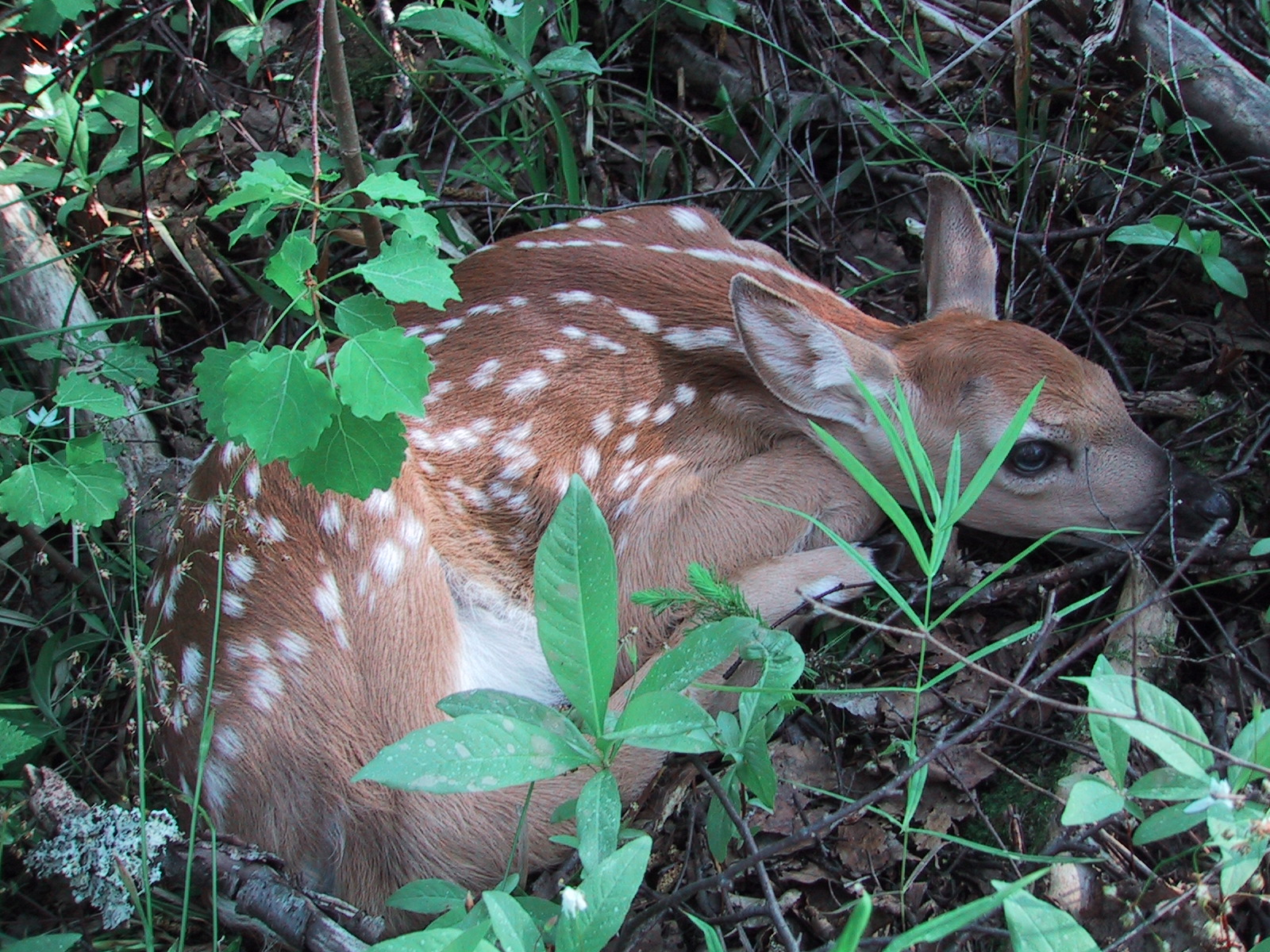
Косулёнок

В помёте 2 (реже — 1 или 3) детёныша массой 1-1,7 кг, покрытых шерстью и зрячих. В первом помёте у самки обычно всего один косулёнок; очень старые самки также приносят по одному детёнышу. Известны случаи, когда у самки находили 4-5 зародышей, но, видимо, часть их впоследствии рассасывалась. Нормальное соотношение полов у новорождённых — 1:1; при неблагоприятных условиях (плохое питание) это соотношение резко сдвигается в сторону самцов, в особо благоприятных — в сторону самок.
В первые месяцы жизни косулята фактически беспомощны и проводят много времени, затаясь в укрытиях в 200-300 м друг от друга; мать кормится и отдыхает отдельно от них, хотя и неподалёку. Пятнистая маскирующая окраска и неразвитость кожных желез, не оставляющих сильного запаха, наряду с рассредоточением и затаиванием позволяют косулятам скрываться от хищников. Период затаивания длится 2,5-3 месяца. К началу новой течки косулята уже вполне самостоятельны и весь период гона бродят отдельно от матерей, вновь соединяясь с ними по окончании гона и вплоть до времени следующего отёла. К сентябрю, когда после линьки у самок появляется белое «зеркало», поведение членов семьи синхронизуется — они вместе пасутся, ложатся и спасаются бегством. Социальные связи самок с подросшим потомством нарушаются лишь за 2-4 недели до рождения нового поколения.
В первые 2-3 недели самка кормит косулят 5-9 раз в день; позднее (второй месяц) — от 2-4 до 1-2 раз в день. Косулье молоко отличается большим содержанием жира и питательных веществ: 9,6 % жира и 9,2 % белка против 3,7 % и 3,3 % в коровьем молоке. Через 5-10 дней после рождения косулята начинают пробовать растительную пищу, с 1,5-2 месяцев потребляют её регулярно. Лактация обычно прекращается в августе и лишь изредка длится до октября-декабря.
Косулята быстро растут, и к осени их масса составляет 60-70 % от массы взрослой косули. Половое созревание самок наступает уже на первом году жизни. Однако в размножении сеголетки участвуют очень редко в силу социальной незрелости и из-за позднеосенней остановки сперматогенеза у самцов; таким образом, первое потомство большинство самок приносит в возрасте 2 лет. У самцов косуль половая зрелость также наступает в начале 2-го года жизни, хотя повышение тестостерона и первые стадии сперматогенеза впервые фиксируются у них ещё в возрасте 6-7 месяцев. Однако молодые самцы уступают взрослым в физическим развитии и в размножение вступают лишь на 3-4 году жизни.

## Рождаемость и смертность
Косули отличаются высокой плодовитостью. В ежегодном размножении в нормальных условиях участвует большинство (до 98 %) половозрелых самок. Но, несмотря на то, что потенциальная плодовитость косуль близка к 200 %, реальный прирост оказывается меньше этой цифры. Часть детёнышей гибнет вскоре после рождения или в первый месяц жизни; позднее значительный ущерб им наносят хищники, неблагоприятные погодные условия и промысел. Годовая убыль сеголеток в результате может колебаться от 20 до 90 %.
На косуль охотится большинство крупных и средних хищников. Основные их враги — волки, рыси и в меньшей степени — лисицы. Последние уничтожают в основном косулят, хотя при случае способны загнать даже взрослое животное. Хищничество волка особенно усиливается в многоснежные зимы, когда передвижение косуль затруднено. Значительный ущерб поголовью косули наносят также бродячие собаки. Некоторый ущерб причиняет бурый медведь; новорождённых косулят истребляют барсуки, енотовидные собаки, куницы, лесные коты, беркуты, филины, а также кабаны. Хищники нападают не только на ослабленных, но и на здоровых косуль.
Косули подвержены обычным для копытных инфекционным и паразитарным заболеваниям. Основные инфекционные болезни косуль: бешенство, болезнь Ауески (ложное бешенство), сибирская язва, бруцеллёз, пастереллёз, туберкулёз, некробациллёз, листериоз, ящур, актиномикоз и аспергиллёз. Косули страдают и от клещевого токсикоза (иксодидоза). У них встречаются лёгочные нематодозы, трематодозы печени и другие гельминтозы. Степень заражённости паразитами обычно прямо пропорциональна плотности населения; доля животных, погибающих от паразитозов, особенно велика в Центральной Европе, где может достигать 40 % от общего числа смертей. С другой стороны, при низкой плотности популяции смертность от болезней и паразитов не оказывает заметного воздействия на численность.
Среди других естественных причин смертности — истощение в результате некачественного питания (обычно в конце зимы и начале весны) и повышенная смертность молодых самцов. Важнейшими антропогенными причинами являются промысел, особенно браконьерский, столкновения с автотранспортом, отравления минеральными удобрениями и ядохимикатами, а также косвенное влияние антропогенной деятельности (уничтожение местообитаний косули и т. п.)
Продолжительность жизни косули в природе составляет около 10-12 лет, хотя отдельные особи доживали в природе до 15-17, а в неволе — до 19-25 лет.

## Статус популяции
В настоящее время по классификации ВСОП европейская косуля относится к таксонам минимального риска. Благодаря охранным мероприятиям последних десятилетий вид стал широко распространён и обычен на большей части ареала; его численность в целом показывает тенденцию к увеличению. Численность популяции Центральной Европы, самой многочисленной, сейчас оценивается примерно в 15 млн голов, хотя ещё в 1980-х гг. численность для всего ареала оценивалась в 7-7,5 млн особей. Однако редкий и малочисленный подвид Capreolus capreolus italicus Festa насчитывает не более 10 000 голов; в особой охране нуждается также сирийская популяция.
В целом, благодаря своей высокой плодовитости и экологической пластичности европейские косули легко восстанавливают численность и при наличии пригодных для жизни биотопов могут выдерживать сравнительно высокий антропогенный пресс. Росту поголовья в том числе способствуют действия по окультуриванию ландшафтов — вырубка сплошных лесов и увеличение площадей агроценозов. По сравнению с другими дикими копытными европейская косуля оказалась наиболее приспособлена к изменённым человеком ландшафтам.

### Хозяйственное значение
Благодаря своей многочисленности косуля — самый известный охотничье-промысловый представитель семейства оленевых в Евразии. Мясо косули съедобно и высококалорийно; шкура пригодна для выработки замши; рога являются ценным охотничьим трофеем. Молоко самок косули малопригодно для употребления в пищу ввиду специфического состава и высокого процента жирности.
С другой стороны, чрезмерно расплодившиеся косули способны наносить серьёзный ущерб лесным угодьям, повреждая зелёные насаждения.

## Европейская косуля в культуре
Знаменитый Бэмби, герой произведений Феликса Зальтена, в оригинале был косулёнком. Позднее в мультфильме студии «Дисней» косулю заменили на белохвостого оленя.

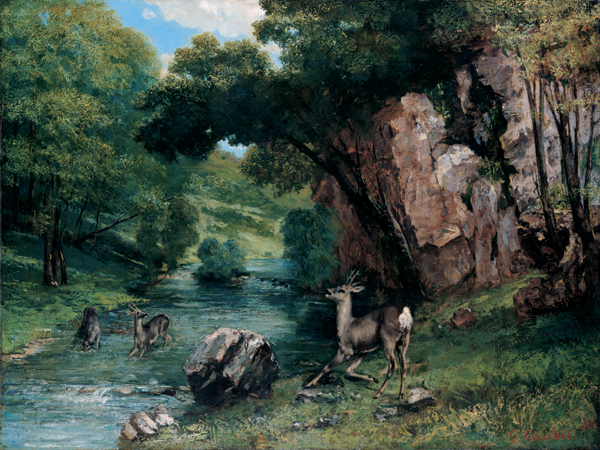
Густав Курбе, «Косули у ручья»
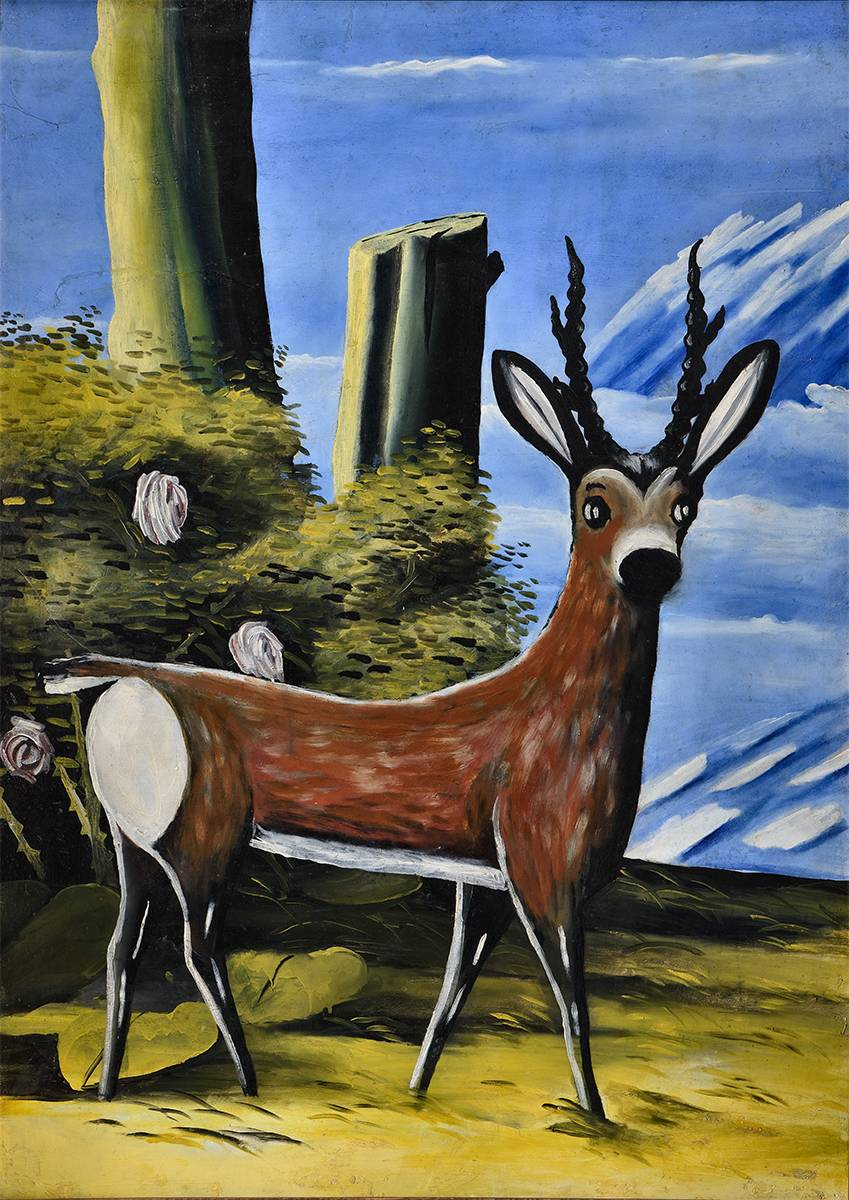
Нико Пиросмани, «Косуля на фоне пейзажа»
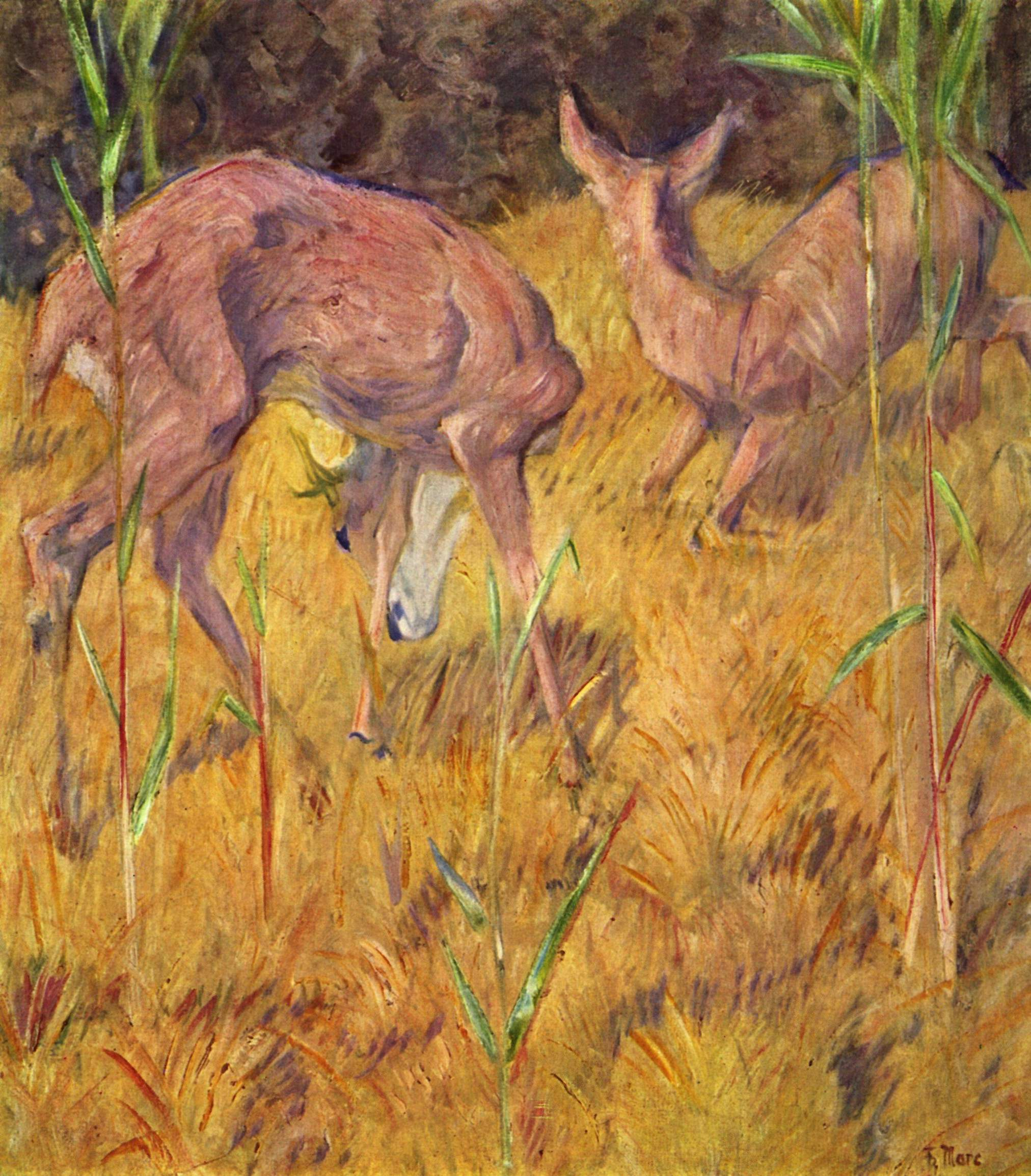
Франц Марк, «Косули в камышах»
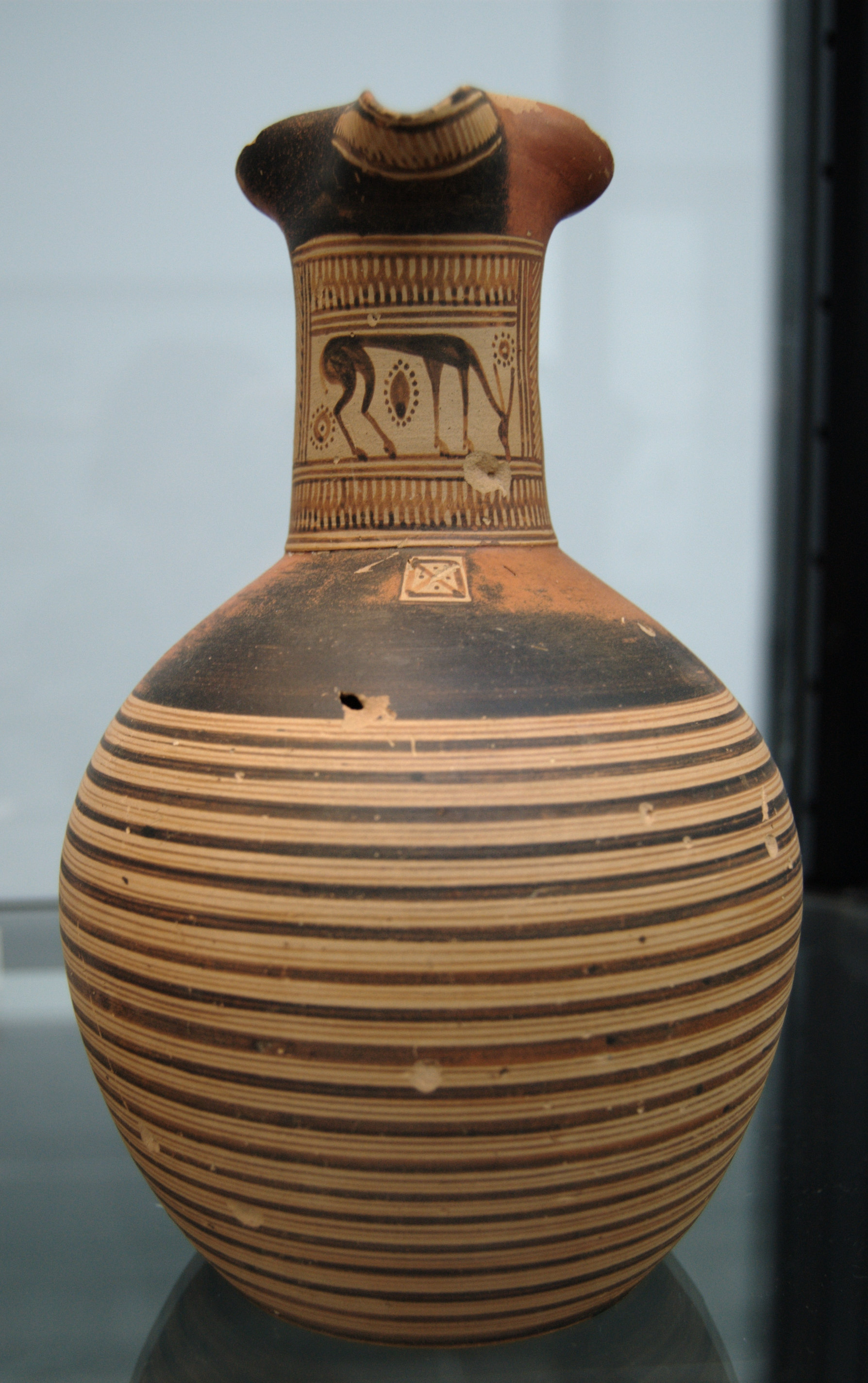
Ойнохойя с изображением пасущейся косули, Аттика, ок. 750 г. но д.э.
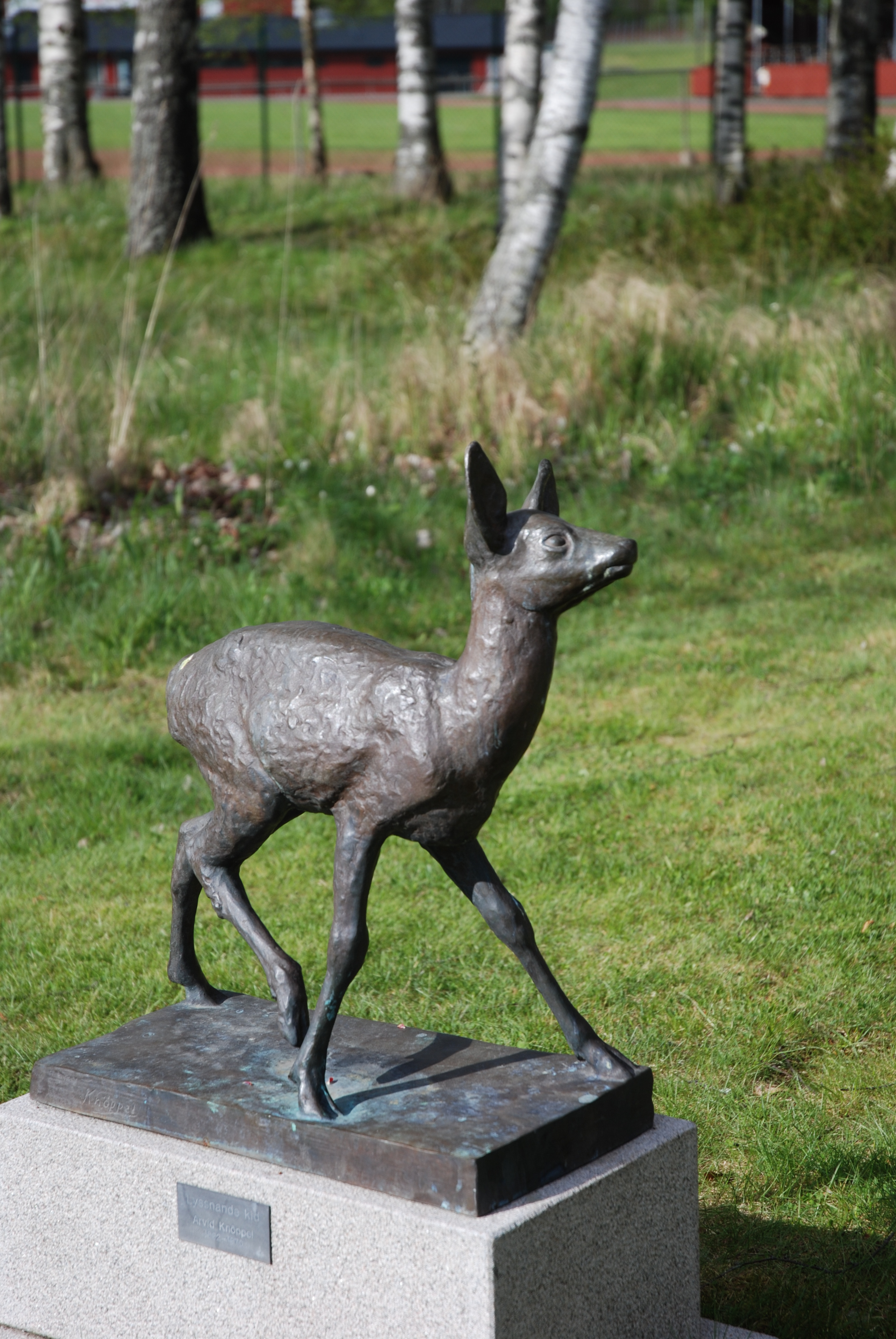
Статуя косулёнка, Hällefors, Швеция
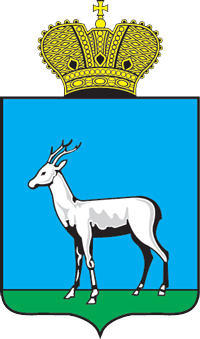
Герб Самары
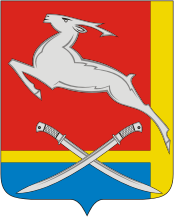
Герб Южноуральска
Герб Дзержинского района Красноярского края
Герб Кочковского района Новосибирской области
Косуля на гербе города Рехау
Косуля на гербе муниципалитета Ибаргойти, Испания
Косуля на гербе коммуны Рехорст
Косуля на гербе города Миловице
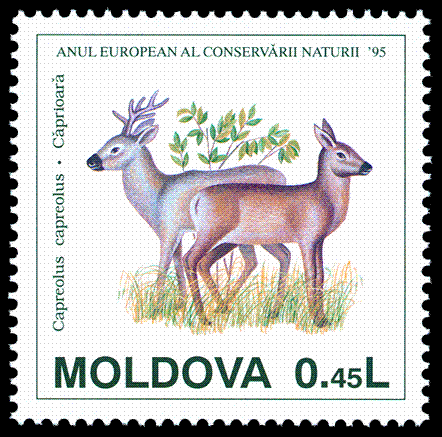
Почтовая марка с изображением косуль
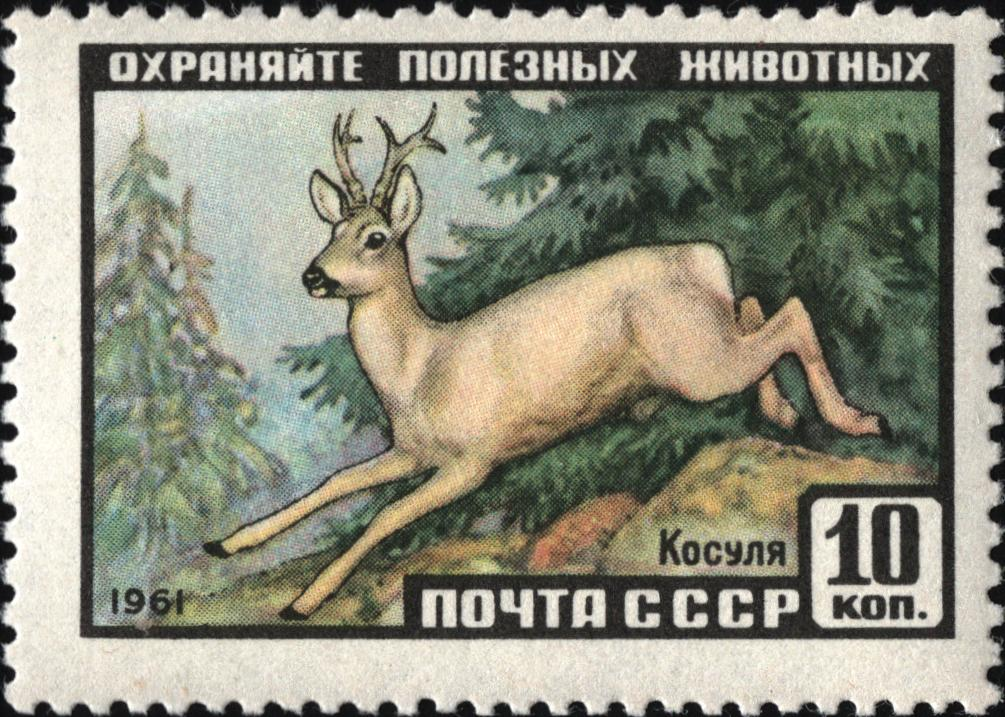
Почтовая марка СССР, 1961 год.